# 간선급행버스체계

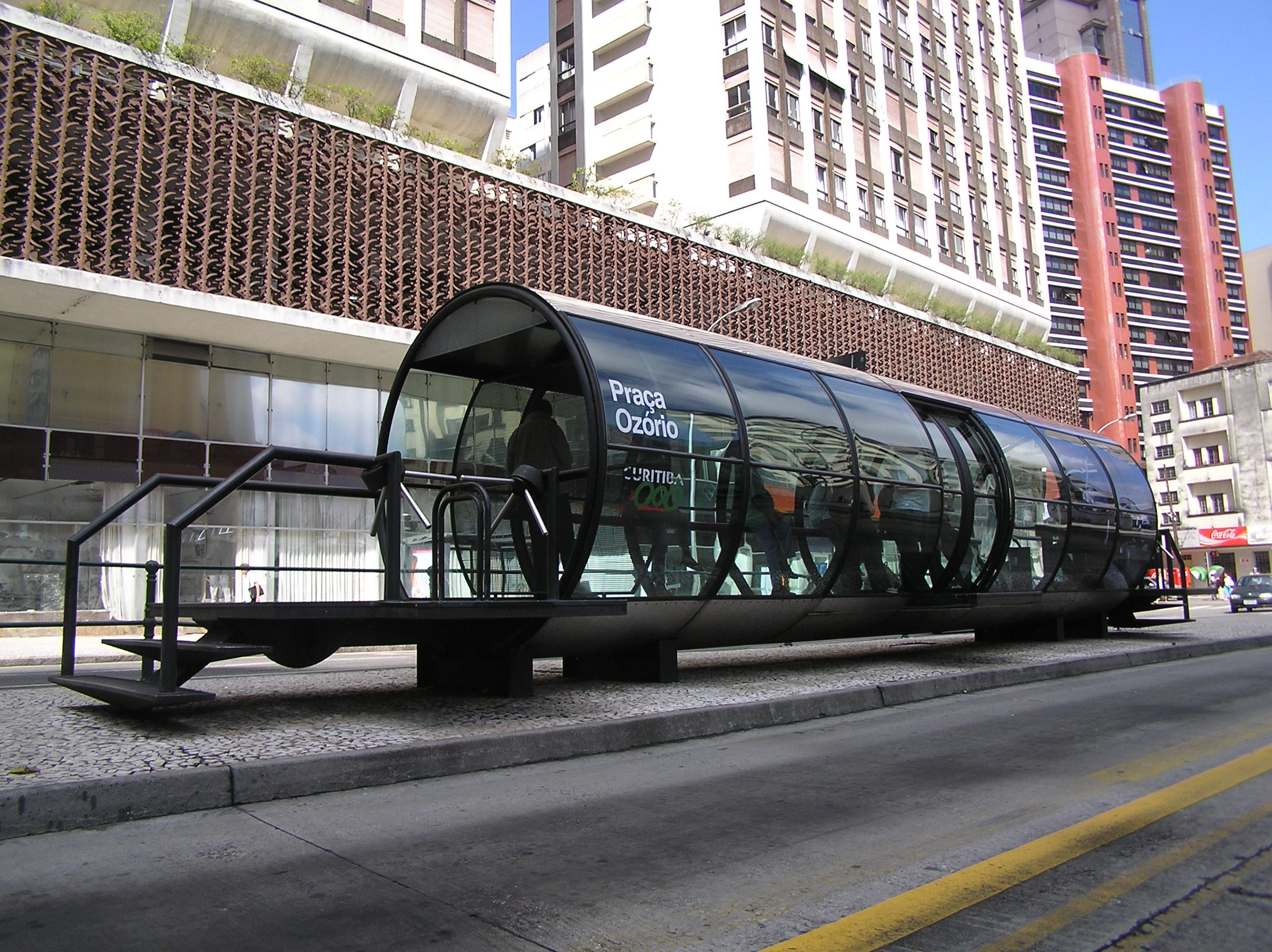
브라질 쿠리치바 시의 BRT 정류장

간선급행버스체계(幹線急行 - 體系, 영어: bus rapid transit, BRT, busway, transitway)는 버스전용차로, 편리한 환승시설, 교차로에서의 버스 우선통행 및 그 밖의 법령이 정하는 사항을 갖추어 급행으로 버스를 운행하는 대중교통 체계를 말한다. 이것은 버스운행에 철도시스템의 개념을 접목하여 버스의 속도 및 서비스 수준을 도시 철도 수준으로 끌어올릴 수 있게 한다.

## 특징

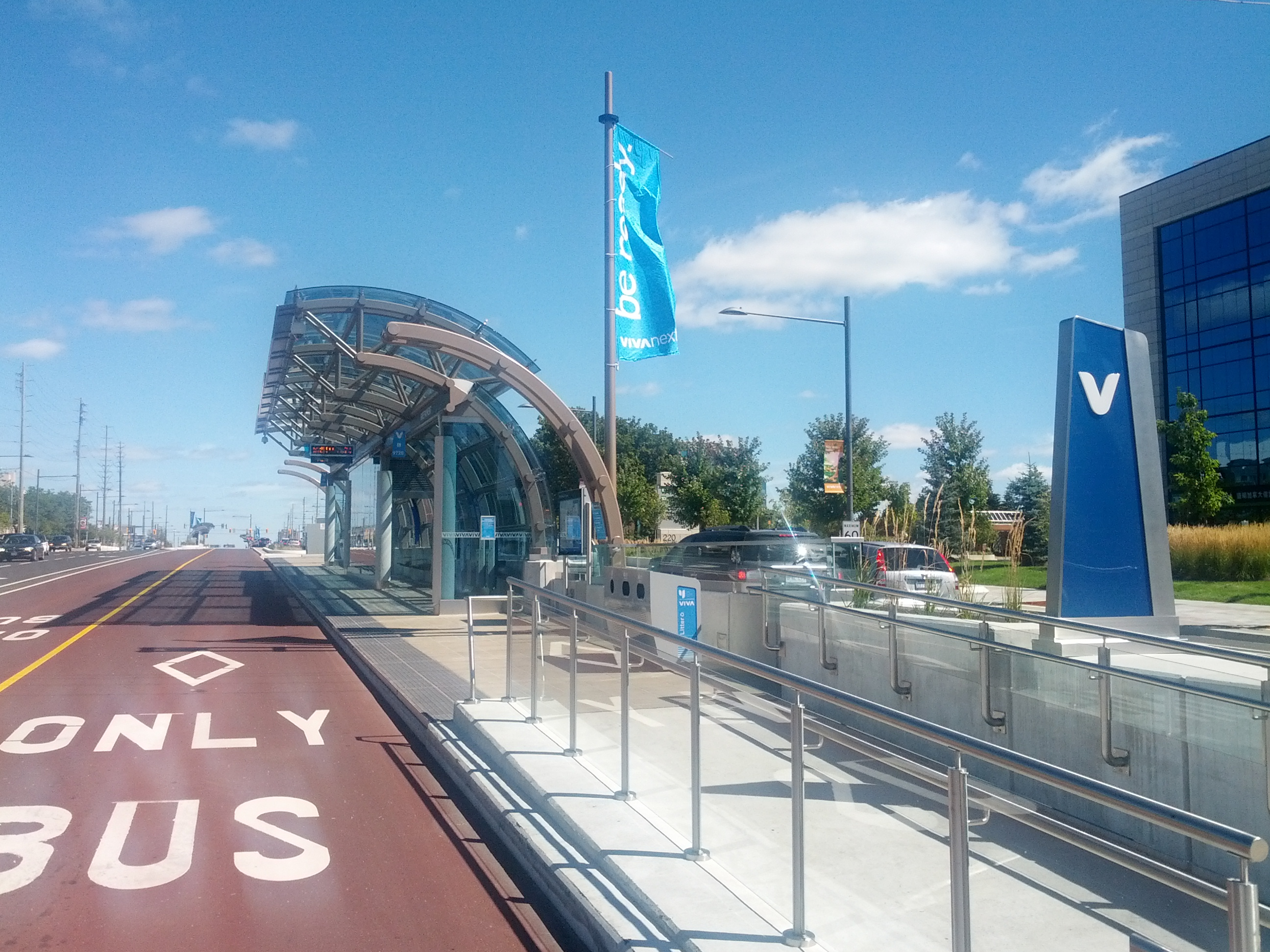
캐나다 요크 지방자치구의 BRT. 버스의 통행로가 일반 차로와 분리되어있음을 확인할 수 있다.

간선급행버스체계는 버스전용차로·버스전용도로와 BRT 전용 자동차만을 운영하는 초보적인 수준의 것(초급 BRT로 규정되어 있음)부터, 입체화된 버스전용차로와 전용 신호, 환승시설을 갖춘 높은 수준의 것(상급 BRT)까지 다양하게 존재한다.
국토교통부에서는 BRT의 특징을 다음과 같이 밝히고 있다.
- BRT전용 자동차 : 기존 버스와 같은 차량을 이용할 수도 있으나[3], 수송량 증대를 위해 굴절버스나 저상버스를 이용하는 경우가 많다.
- 전용차로 또는 전용도로
- 환승시설
- 운영관리시스템 : 버스정보시스템과 버스운행관리시스템[4]

또한 국토교통부는 BRT를 일반형 BRT와 신교통형 BRT로 구분하며, 양자 간 차이를 다음과 같이 밝히고 있다. 신교통형 BRT는 전용도로 및 전용차량, 입체교차로 등의 시설을 구축함으로써 경전철에 준하는 교통서비스의 제공이 가능하다.
|              | BRT 자동차 | 주행로   | 교차로   | 환승시설 | 운영관리 시스템 | 평균통행 속도(km/h) |
| ------------ | ---------- | -------- | -------- | -------- | --------------- | ------------------- |
| 일반형 BRT   | 일반버스   | 전용차로 | 우선처리 | 일부포함 | BMS, BIS        | 20                  |
| 신교통형 BRT | 전용차량   | 전용도로 | 입체처리 | 포함     | 전용시스템      | 35                  |

이 외에도 BRT는 다음과 같은 시설 및 체계를 갖추고 있는 경우가 있다.
- 버스와 분리된 운임 체계 : 도시 철도처럼 독립된 운임 체계를 갖추기도 한다.
- 승강장과 버스 높이 일치 : 빠른 승하차를 위해 저상버스를 운행하거나, 버스 높이와 맞추어서 승강장을 설치한다.

## 역사
버스를 일반 도로에서 분리해 운행하게 한다는 구상은 1960년대 미국에서 근교의 대규모 대중교통 체계를 마련하면서 처음 등장하였다. 1974년 브라질의 쿠리치바는 세계 최초로 간선급행버스체계를 만들어, 이에 따라 버스전용도로와 정거장을 건설하였다. 이후 이 간선급행버스체계는 상파울루, 리우데자네이루 등의 브라질 전역과 전세계로 확산되었다.

## 아시아의 BRT 현황

### 대한민국

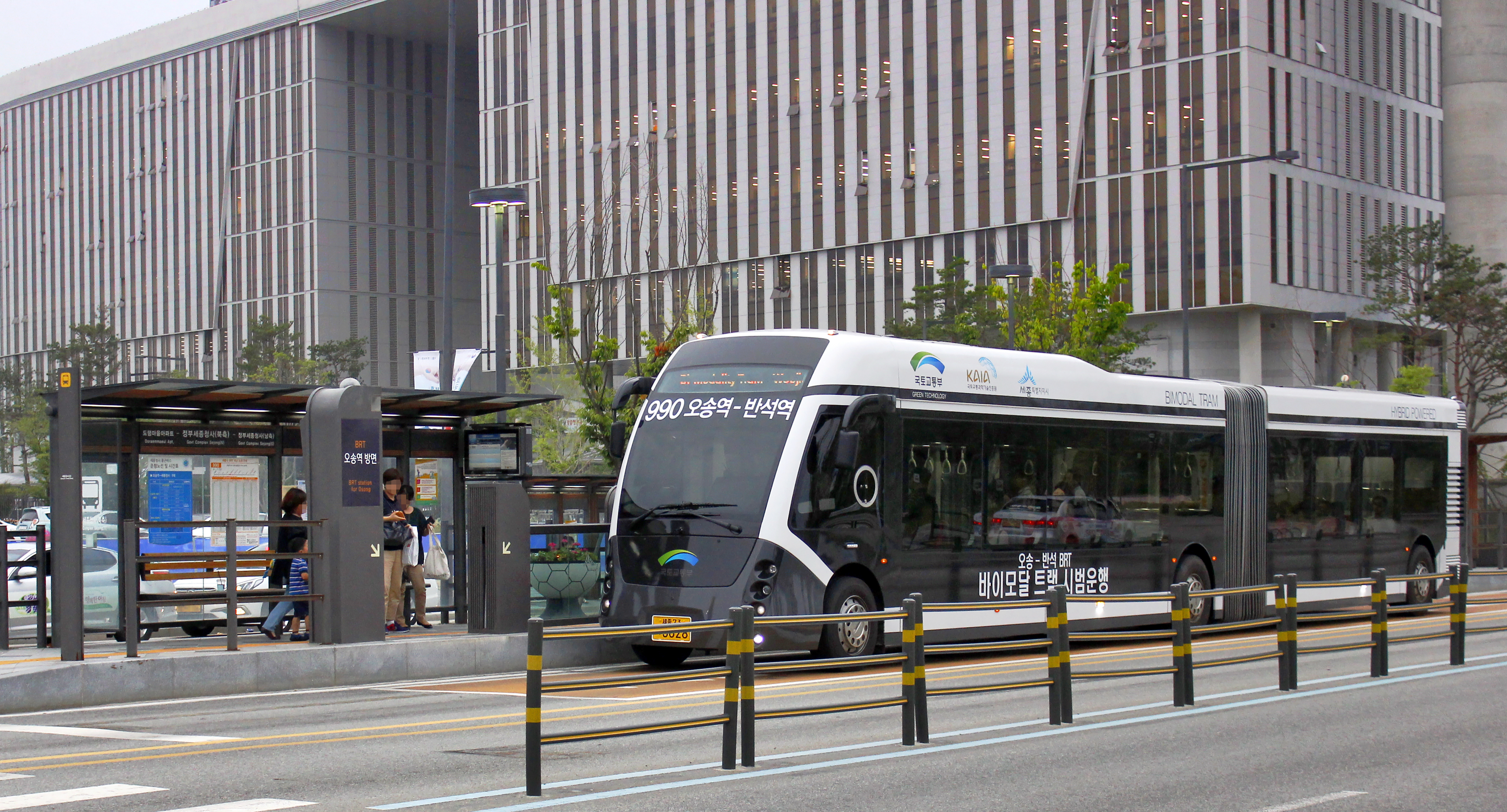
세종축 간선급행버스체계에서 시범 운행중인 바이모달 트램

현재는 경기도 고양시에서 버스우선신호를 갖춘 초보적인 BRT를 시행하고 있는 것이 전부이다. 본격적인 고급 BRT는 세종특별자치시, 하남시·인천 청라지구에서 정식 운행 중이다.
대전광역시에서도 계백로에 BRT 건설에 대한 연구 용역을 실시했으나 자가용 중심의 교통 문화와 지하철 건설 등의 문제와 이해가 충돌하여 건설이 백지화되었다.
다만, 현재 오송역과 세종특별자치시 신도심 ~ 대전 도시철도 1호선 반석역을 잇는, 이미 운행되고 있는 BRT 노선 외에 반석역과 대전광역시 유성구 구암동 일대에 착공 예정인 유성복합터미널(대전 도시철도 1호선 구암역)을 연결하는 BRT 1구간 연장 구간이 2015년 착공될 예정이고, BRT 2구간에 해당하는 세종특별자치시 신도심 ~ 신동·둔곡지구(국제과학비즈니스벨트 거점 지구) ~ 대전역 구간이 2016년 7월 19일 완공되어 현재 운행 중이다.
한편, 세종특별자치시에 운행되고 있는 BRT의 차종으로 1차 선정된 차량은 현대자동차의 현대 블루시티로(현재는 차량부품 결함으로 미운행하여 대신 일렉시티 투입 중), 유력 차종으로 여겨졌던 한국화이바의 바이모달 트램(사진 참조)은 비싼 차량 가격과 잦은 고장 등을 이유로 1차 선정에서는 탈락한 상태이며, 이들 차량과 함께 선정 대상 후보군 가운데 하나였던 한국기계연구원과 대우버스가 공동으로 개발한 디젤 하이브리드 버스 일부는 세종교통에 매각되어 세종특별자치시 신도심 ~ 조치원역 서편 ~ 고려대학교 세종캠퍼스 ~ 홍익대학교 세종캠퍼스 ~ 전동면 ~ 전의면 ~ 소정면 대곡리 구간을 운행하는 급행버스 노선에 투입되고 있다.
공주시에서는 공주역 이용 활성화를 위해 세종시와 공주역을 잇는 BRT 노선을 추진중이다.
3기 신도시로 지정된 남양주 왕숙지구, 하남 교산지구, 인천 계양테크노밸리, 과천 과천지구 등에서도 BRT가 활용될 예정이다.
한편, 부산광역시에서도 광무교 ~ 내성교차로 ~ 올림픽교차로간 BRT가 운영 중이다.

## 같이 보기
- 도시 철도
- 경전철
- 신교통 시스템
- 노면전차
- 바이모달트램

## 참고 자료
- 간선급행버스체계 설계 지침 (국토교통부)